# بنای دروازه
بقایای بنای دروازه مربوط به دوره اشکانیان است و در شهرستان دالاهو، بخش مرکزی، دهستان بان زرده، ۳ کیلومتری جنوب غربی روستای زرده واقع شده و این اثر در تاریخ ۲۷ اسفند ۱۳۸۶ با شمارهٔ ثبت ۲۲۴۱۶ به‌عنوان یکی از آثار ملی ایران به ثبت رسیده است.